# Lönndom
Lönndom is een Zweedse muziekgroep die folkmetal speelt. 
De muziek van Lönndom wordt vaak beschreven als melancholisch, droevig en harmonieus.
Het debuutalbum Fälen Från Norr wordt omschreven als folkrock. De inspiratie komt uit de Västerbottense en Lapse natuur. Ook zit er een duidelijk element van folklore in de muziek en songteksten.

## Groepsleden
- A.Pettersson zang, gitaar en bas
- S.Sandström zang, slagwerk, gitaar

## Discografie
- Fälen Från Norr (cd / lp / cassette), (2007)
- Hågkomster Från Nordliga Nejder (ep), (2008)(Deze is alleen verschenen in de collector's editie van het album Fälen Från Norr waarvan er slechts 100 exemplaren zijn verspreid.)
- Viddernas Tolv Kapitel (cd), (2010)
- Hågkomster Från Nordliga Nejder & Norrskensritual Digipack (cd), (2010)
- Till Trevaren (cd / ep), (2012)